# Preston 28 February 1980
Preston 28 February 1980 è un album dal vivo del gruppo post-punk inglese Joy Division, pubblicato nel 1999 e registrato nel 1980.

## Tracce
Testi e musiche di Joy Division (Ian Curtis, Peter Hook, Stephen Morris, Bernard Sumner).
1. Incubation – 3:06
2. Wilderness – 3:02
3. Twenty Four Hours – 4:39
4. The Eternal – 8:39
5. Heart and Soul – 4:46
6. Shadowplay – 3:50
7. Transmission – 3:23
8. Disorder – 3:23
9. Warsaw – 2:48
10. Colony – 4:16
11. Interzone – 2:28
12. She's Lost Control – 5:02